# Mazan-l'Abbaye
Mazan-l'Abbaye is een gemeente in het Franse departement Ardèche (regio Auvergne-Rhône-Alpes) en telt 163 inwoners (1999). De plaats maakt deel uit van het arrondissement Largentière en ligt aan de oever van de rivier Mazan.

## Geografie
De oppervlakte van Mazan-l'Abbaye bedraagt 42,0 km², de bevolkingsdichtheid is 3,9 inwoners per km².

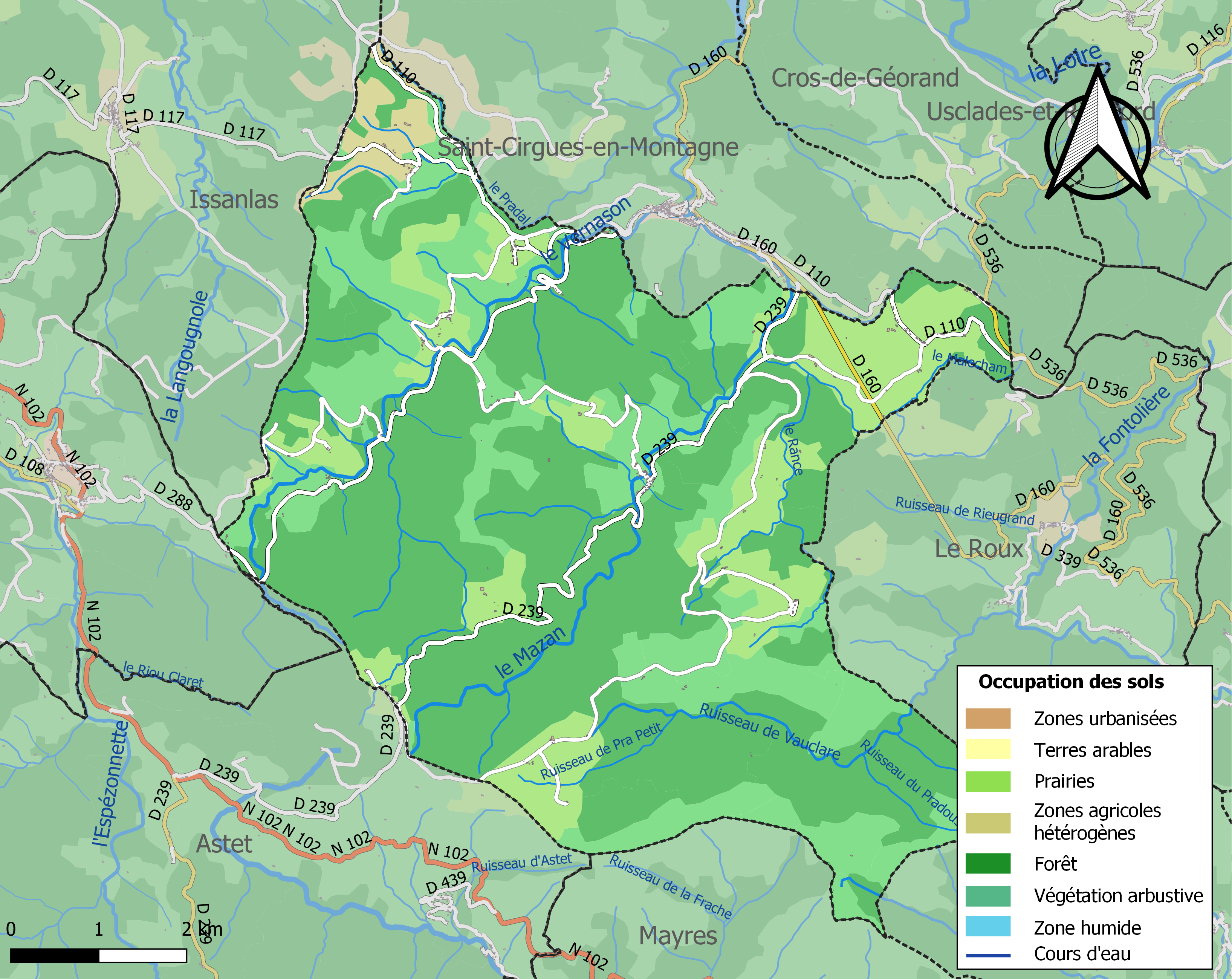
Kaart van de gemeente met belangrijkste infrastructuur, bodemgebruik en omliggende gemeenten

## Demografie
Onderstaande figuur toont het verloop van het inwonertal (bron: INSEE-tellingen).
Vanwege een beveiligingsprobleem met de MediaWiki Graph-software is het momenteel niet mogelijk deze grafiek weer te geven. Zodra de software is bijgewerkt zal de grafiek vanzelf weer zichtbaar worden.

## Bezienswaardigheid
- de abdij van Mazan

## Afbeeldingen

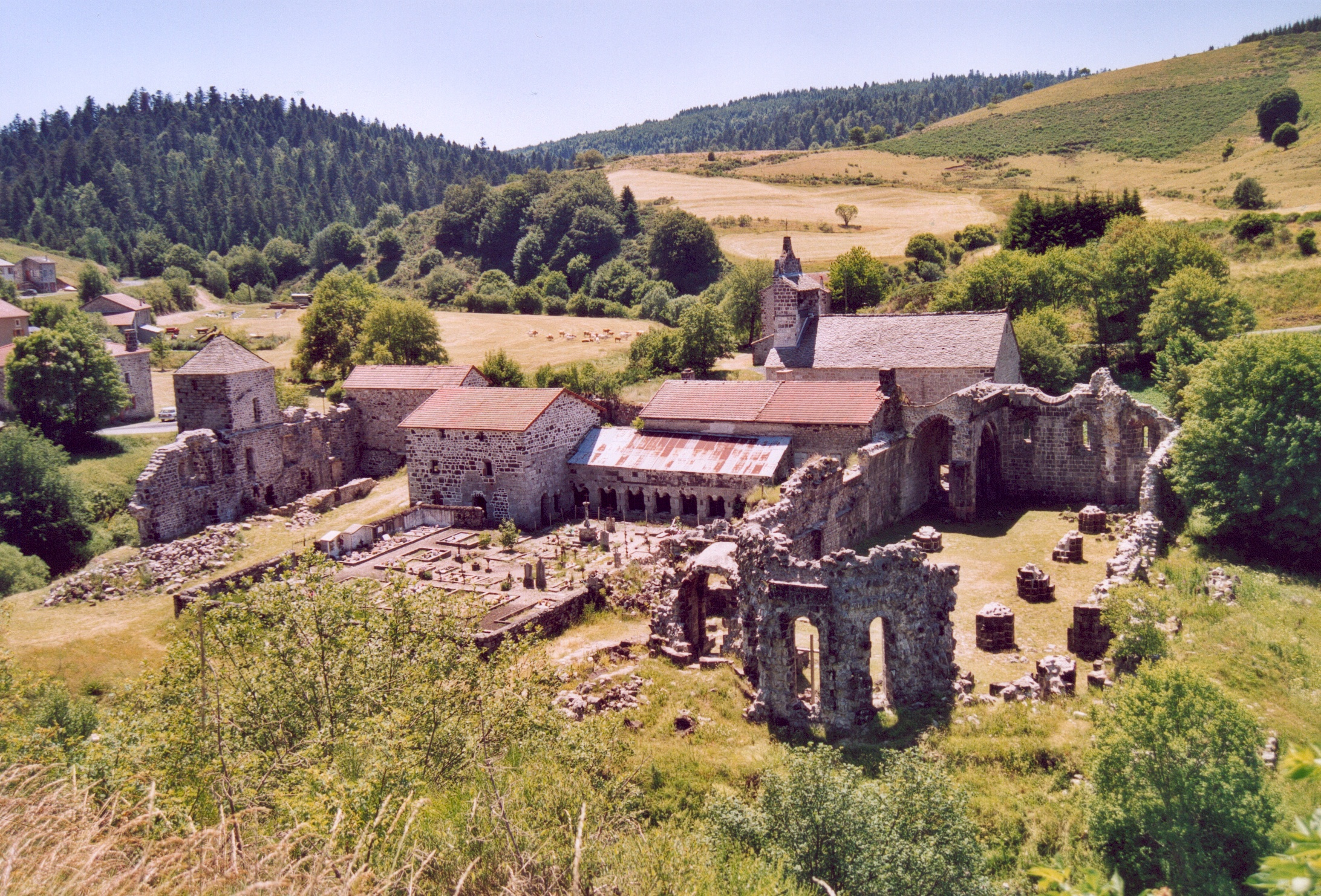
Abdij van Mazan
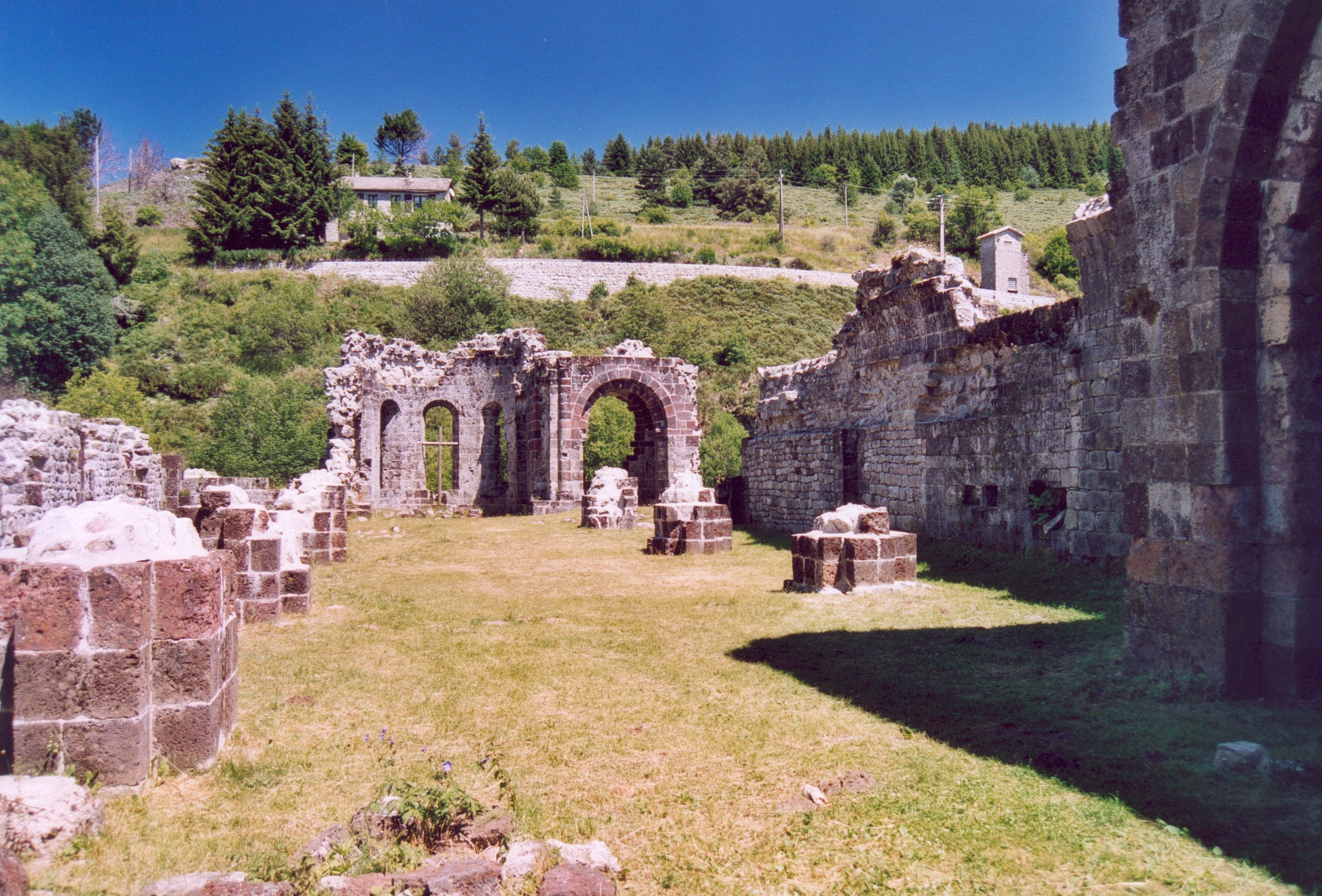
Abdij van Mazan